# Гатін Фуат Аграфович
Гатін Фуат Аграфович (тат. Фуат Әгъраф улы Гатин, рос. Гатин Фаат Аграфович; 10 вересня 1966, Казань) — радянський і російський боксер, призер чемпіонату Європи серед аматорів.

## Спортивна кар'єра
1990 року Фуат Гатін виграв звання чемпіона СРСР у напівлегкій вазі. На Іграх доброї волі 1990 року став бронзовим призером.
На чемпіонаті Європи 1991 здобув три перемоги, у тому числі у півфіналі над Джамелем Ліфа (Франція), а у фіналі програв Полу Гріффіну (Ірландія) — 15-23, задовольнившись срібною медаллю.
1992 року був другим на першості СНД і до складу Об'єднаної команди на Олімпійські ігри 1992 не потрапив.
На чемпіонаті світу 1993 програв в другому бою Марчеліка Тудоріу (Румунія).